# Maduranahalli, Arkalgud
Maduranahalli là một làng thuộc tehsil Arkalgud, huyện Hassan, bang Karnataka, Ấn Độ.